# Moi Ivan, toi Abraham
Pour plus de détails, voir Fiche technique et Distribution.
Moi Ivan, toi Abraham est un film dramatique franco-biélorusse en noir et blanc réalisé par Yolande Zauberman, sorti en 1993. Il est sélectionné pour la Quinzaine des réalisateurs au Festival de Cannes.

## Synopsis
Dans une bourgade polonaise frontalière de la Russie des années 1930, Ivan, un garçon de treize ans issu d'une famille chrétienne va vivre dans une famille juive afin d'y apprendre le commerce. Il se lie d'amitié avec le fils de la famille, Abraham, un garçonnet de neuf ans que son grand-père veut envoyer à l’école rabbinique. Pour y échapper et, en outre, comme l'antisémitisme sévit autour d'eux, les deux garçons s'enfuient pour échapper au conflit qu'ils pressentent. Voyageant ensemble, ils démontrent leur inséparabilité. La sœur d'Abraham, Rachel, et Aaron, un jeune communiste traqué, partent à leur recherche. Tous découvriront un monde plein d'aventures, d'émotions et de dangers.

## Fiche technique
- Titre français : Moi Ivan, toi Abraham
- Titre biélorusse : Я — Іван, ты — Абрам
- Réalisation : Yolande Zauberman
- Assistant du réalisateur: Nikolaï Orlov
- Scénario : Yolande Zauberman
- Montage : Yann Dedet et Nathalie Hubert
- Opérateur : Jean-Marc Fabre
- Son : Dominique Hennequin et Jean-Pierre Duret
- Musique : Ghédalia Tazartès
- Durée : 105 minutes

## Distribution
- Roma Alexandrovitch : Abraham
- Alexandre Yakovlev (Sacha Iakovlev au générique) : Ivan
- Vladimir Machkov : Aaron
- Maria Lipkina : Rachel
- Hélène Lapiower : Reyzele
- Aleksandr Kaliaguine : Mordokhe
- Rolan Bykov : Nachman
- Zinovy Gerdt : Zalman
- Daniel Olbrychski : Stepan
- Oleg Yankovski : prince
- René Cleitman
- Ailika Kremer
- Armen Djigarkhanian
- Alexeï Gorbounov

## Distinctions
- Prix de la jeunesse au Festival de Cannes 1993.
- Grand Prix du Festival international du film de Moscou 1993.
- Prix de la Confédération internationale des cinémas d'art et d'essai 1993.